# Nelson Pessoa

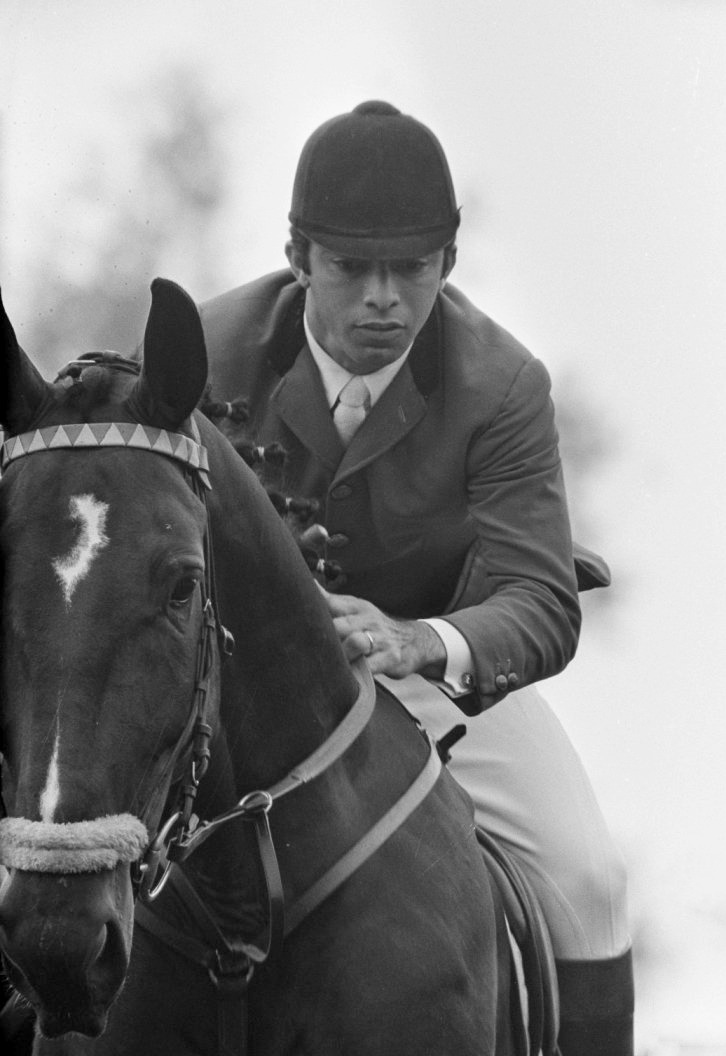
Nelson Pessoa in 1968 op zijn paard Feldherr.

Nelson Pessoa (Rio de Janeiro, 16 december 1935) is een voormalige Braziliaans springruiter.
Hij is de zoon van een makelaar in onroerend goed en leeft sinds 1961 in Europa, tegenwoordig in de omgeving van Brussel.
Tot zijn grootste successen worden, naast vijf deelnames aan de Olympische Spelen en negen wereldkampioenschappen,
de zeven overwinningen bij de traditionele Duitse springderby in Hamburg-Klein Flottbek gerekend.
Zijn zoon Rodrigo is eveneens een internationaal succesvolle springruiter.

## Palmares
- Olympische Spelen:
  - vijfde op de Olympische Zomerspelen 1964 in Tokio
- Europese kampioenschappen:

- - 1965 in Aken: zilveren medaille met Gran Geste
  - 1966 in Luzern: gouden medaille met Gran Geste

- verder:
  - twee keer winnaar in de Grote Prijs van Aken (1964 met Gran Geste en 1972 met Nagir)
  - zeven keer winnaar van de Duitse springderby in Hamburg; in 1962 met Espartaco, in 1963, 1965 en 1968 steeds met Gran Geste en in 1992, 1993 en 1994 steeds met Vivaldi

- Jumping Amsterdam:
  - 1969, 1970 winnaar Grote Prijs Jumping Amsterdam met Nagir